# Грас Лејк (Мичиген)
Грас Лејк (енгл. Grass Lake) град је у америчкој савезној држави Мичиген.

## Демографија
По попису из 2010. године број становника је 1.173, што је 91 (8,4%) становника више него 2000. године.
| Група             | 2000.         | 2010.         |
| Белци             | 1.062 (98,2%) | 1.102 (93,9%) |
| Афроамериканци    | 3 (0,3%)      | 13 (1,1%)     |
| Азијати           | 2 (0,2%)      | 1 (0,1%)      |
| Хиспаноамериканци | 7 (0,6%)      | 18 (1,5%)     |
| Укупно            | 1.082         | 1.173         |